# 谷村昌武
谷村 昌武（たにむら まさたけ）は、幕末の薩摩藩士。父は同藩士谷村昌徳。

## 生涯
生地は鹿児島城下の高田馬場とも、大島笠利間切前肥田とも言う。
嘉永5年（1852年）、島津斉彬の小姓、のち奥小姓となる。斉彬が没し、島津茂久が襲封するとその側近となり、小納戸見習などを務める。安政6年（1859年）大久保一蔵らの脱藩計画を知り、それを阻むために茂久へ報告。それが後見の島津久光へと伝わり「誠忠士面々へ」の諭告書が下され、大久保らを引き止める事に成功する。
また文久2年（1862年）沖永良部島に流されていた西郷吉之助の赦免を嘆願している。その後も久光の公武合体政策を支え、慶応2年（1866年）藩の海軍所が設立された際には、その創立に尽力した。慶応3年（1867年）西郷吉之助の倒幕論を支持して藩論を倒幕へ転換させる事となる。明治政府では軍鑑「富士山」「武蔵」の艦長を歴任するが、明治2年（1869年）箱館出征の準備中に没した。
昭和3年（1928年）、正五位を追贈された。

## 登場作品
テレビドラマ
- 『翔ぶが如く』（1990年、NHK大河ドラマ　演:潮哲也）
- 『篤姫』（2008年、NHK大河ドラマ、演：植原健介）